# Sauber C20
El Sauber C20 fue un monoplaza con el que el equipo Sauber compitió en la temporada 2001 de Fórmula 1. Estaba propulsado por un motor V10 3.0 litros de la marca Petronas, suministrado por Scuderia Ferrari. El C20 fue notable no solo por su posición final en el Campeonato Mundial de Constructores sino también por un nuevo tipo de montaje de suspensión delantera: la «quilla gemela».[cita requerida]

## «Quilla gemela»
El efecto del flujo de aire debajo de la nariz se hizo evidente a principios de la década de 1990. Hacia el final de la década, la mayoría de los equipos se había conformado con un diseño donde los dos brazos de suspensión delantera inferior se montaban desde una "quilla" longitudinal única que corría por debajo de la nariz. Para 2001, la FIA introdujo una regulación que levanta los costados del alerón delantero en 50 mm, para reducir la carga aerodinámica y reducir las velocidades de giro.
Sauber había introducido pilones separados para cada una de las monturas de suspensión delantera de su monoplaza anterior, el C19. Para el C20, el área entre los puntos de montaje delantero y trasero en cada lado se rellenó, creando dos quillas longitudinales que corren por debajo de los lados de la nariz.

## Pilotos
A diferencia del emparejamiento experimentado de la temporada anterior de Mika Salo y Pedro Diniz, Peter Sauber firmó al alemán Nick Heidfeld y al novato finlandés Kimi Räikkönen. Su falta de experiencia llevó a algunos conductores y oficiales de la FIA, incluido Max Mosley, a cuestionar la sabiduría de esta decisión. El alemán había debutado con Prost Grand Prix en 2000, pero el finlandés tenía 21 años y su única experiencia anterior en monoplaza ascendió a una temporada y media en la Fórmula Renault británica de 1999 a 2000, aunque fue el ganador del campeonato ese año.
Sin embargo, las actuaciones del joven finlandés fueron muy buenas a pesar de su falta de experiencia, debutando en los puntos en Australia y además finalizando en los puntos en otras cuatro ocasiones durante todo el año. Heidfeld logró un podio (uno de los seis en la historia de Sauber) con el tercer puesto en el Gran Premio de Brasil y anotó puntos en otras seis ocasiones.

## Campeonato de Constructores
El C20 resultó ser uno de los monoplazas más competitivos de Sauber, proporcionando al equipo un total de 21 puntos y el cuarto lugar en la clasificación del Campeonato Mundial de Constructores.
El auto, sumando los desempeños de sus pilotos, completó 21 carreras de 34 y las cuales en 11 de ellas terminaron en los puntos.

## Resultados

### Fórmula 1
(Clave) (negrita indica pole position) (cursiva indica vuelta rápida)

| Año  | Motor                      | Neu. | N.º | Pilotos        | 1   | 2   | 3   | 4   | 5   | 6   | 7   | 8   | 9   | 10  | 11  | 12  | 13  | 14  | 15  | 16  | 17  | Puntos | Pos. |
| ---- | -------------------------- | ---- | --- | -------------- | --- | --- | --- | --- | --- | --- | --- | --- | --- | --- | --- | --- | --- | --- | --- | --- | --- | ------ | ---- |
| 2001 | Petronas (Ferrari) 01A V10 | B    |     |                | AUS | MYS | BRA | SMR | ESP | AUT | MON | CAN | EUR | FRA | GBR | GER | HUN | BEL | ITA | USA | JPN | 21     | 4º   |
| 2001 | Petronas (Ferrari) 01A V10 | B    | 16  | Nick Heidfeld  | 4   | Ret | 3   | 7   | 6   | 9   | Ret | Ret | Ret | 6   | 6   | Ret | 6   | Ret | 11  | 6   | 9   | 21     | 4º   |
| 2001 | Petronas (Ferrari) 01A V10 | B    | 17  | Kimi Räikkönen | 6   | Ret | Ret | Ret | 8   | 4   | 10  | 4   | 10  | 7   | 5   | Ret | 7   | Ret | 7   | Ret | Ret | 21     | 4º   |

- [1]